# Viola brachyphylla
Viola brachyphylla W.Becker – gatunek roślin z rodziny fiołkowatych (Violaceae). Występuje naturalnie w południowej Serbii, Macedonii Północnej oraz północnej Grecji. 

## Morfologia
PokrójBylina dorastająca do 5–10 cm wysokości, rosnąca w zwartych kępach, tworzy kłącza.
LiścieBlaszka liściowa ma kształt od równowąsko łyżeczkowatego do podługowato łyżeczkowatego. Mierzy 1 cm długości, jest całobrzega, ma sercowatą nasadę i ostry wierzchołek. Ogonek liściowy jest nagi.
KwiatyPojedyncze, wyrastające z kątów pędów. Mają działki kielicha o owalnym kształcie. Płatki są odwrotnie jajowate i mają żółtą barwę, płatek przedni jest wyposażony w obłą ostrogę o długości 6-8 mm.